# Berta Vias Mahou
Berta Vias Mahou (Madrid, 1961) és una escriptora i traductora d'alemany llicenciada en Geografia i Història (especialitat d'Història Antiga). El 25 de novembre de 2011 va obtenir el Premi Dulce Chacón de Narrativa Espanyola, en la seva vuitena edició, per la seva obra Venían a buscarlo a él (Acantilado). El guardó va ser concedit per unanimitat del jurat, segons va declarar la presidenta, Rosa Regàs, qui va qualificar la novel·la de "compromesa, amb una gran qualitat i perfecta des del punt de vista literari". El 13 de novembre de 2014 li va ser concedit el XXVI Premi Torrente Ballester per la seva novel·la Yo soy El Otro, pel seu "fortíssm component literari" segons el jurat del guardó que convoca i patrocina la Diputació de la Corunya.

## Obra publicada
Novel·les
- Leo en la cama (Espasa, 1999)
- Los pozos de la nieve (Acantilado, 2008)
- Venían a buscarlo a él (Acantilado, 2010)
- Yo soy El Otro (2014)

Llibres de relats
- Ladera norte (Acantilado, 2001)

Obres col·lectives
- Rusia imaginada, edición de Care Santos, Nevsky Prospects, 2011

Assaig
- Galería sexual. Retratos femeninos (Cirene, 1995)
- pròleg als Cuentos de E. T. A. Hoffmann (Austral, Espasa Calpe, 1998)
- La imagen de la mujer en la literatura (Anaya, 2000)

Novel·les juvenils
- Catorce gotas de mayo (Anaya, 1998)
- Fuera del alcance de los niños (Anaya, 1999)
- Ammor en Ammán (Anaya, 2001)